# Luc Leman
Luc Leman (Ledegem, 30 d'abril de 1953) és un ciclista belga, ja retirat, que fou professional entre 1974 i 1979. En el seu palmarès destaca una victòria d'etapa a la Volta a Espanya de 1975 i la Nokere Koerse de 1976.

## Palmarès
- 1973
  - 1r a l'Internatie Reningelst
- 1974
  - Vencedor d'una etapa del Tour de Loir i Cher
- 1975
  - 1r al Circuit de Grensstreek
  - 1r al Circuit de Flandes Central
  - Vencedor d'una etapa de la Volta a Espanya
- 1976
  - 1r a la Nokere Koerse
  - Vencedor de 3 etapes a l'Etoile de Bessèges
- 1977
  - 1r al Circuit de Vlasstreek
- 1978
  - 1r al Circuit van de Westkust
  - Vencedor d'una etapa del Tour del Mediterrani
- 1979
  - Vencedor d'una etapa del Tour del Mediterrani

### Resultats a la Volta a Espanya
- 1975. Abandona. Vencedor d'una etapa